# 圣彼得斯-沃吕沃
圣彼得斯-沃吕沃（荷蘭語：Sint-Pieters-Woluwe，荷蘭語發音：[sɪnt ˈpitərs ˈʋoːlyʋə] ⓘ），法语名沃吕韦-圣皮埃尔（法語：Woluwe-Saint-Pierre，法語發音：[wolywe sɛ̃ pjɛʁ]），是比利时布鲁塞尔首都大区的一个市镇，属于比利时法语社群和弗拉芒社群，法语和荷蘭語均为官方语言（但法语使用者居多），面积8.85平方千米，人口42,119人（2020年1月1日）。

## 人物
- 埃迪·默克斯 (Eddy Merckx)